# Mõtsavaara
Mõtsavaara – wieś w Estonii, w prowincji Põlva, w gminie Veriora.